# Sandra Gugliotta
Sandra Gugliotta (Buenos Aires, Argentina, 13 de juliol de 1969) és una directora de cinema, guionista, i productora argentina.
D'acord amb el crític de cinema Joel Poblete, qui escriu per a Mabuse, una revista de cinema, Sandra Gugliotta és un dels membres de l'anomenat "Nou Cinema Argentí" que va començar cap a 1998.

## Filmografia
Direcció
- La toma (2013)
- Las vidas posibles (2007)
- Un día de suerte (2002)
- Noches áticas (curtmetratge) (1995)

Actriu
- El perseguidor (2010) ...Fotógrafa

Producció
- Las vidas posibles (2007)
- Un día de suerte (2002)

Guionista
- La toma (2013)
- El perseguidor (2010)
- Las vidas posibles (2007)
- Un día de suerte (2002)
- Noches áticas curtmetratge (1995)

Productora associada
- El perseguidor (2010)

Productora ejecutiva
- El perseguidor (2010)
- El nadador inmóvil (2000)
- Che, un hombre de este mundo (1998)
- Picado fino (1993)

Directora de producció
- El perseguidor (2010)
- 24 horas (Algo está por explotar) (1997)

Investigació
- Un tren a Pampa Blanca (2010)

## Televisió
Direcció
- En nuestros corazones para siempre (telefilm) (2008)
- Las mujeres de Brukman (telefilm) (2004)
- Puntos de vista (telefilm) (2003)

Guionista
- Puntos de vista (telefilm) (2003)

## Guardons
Guanyadora
- Festival Internacional de Cinema de Berlín: Caligari Film Award; Premio Don Quijote - Mención Especial, 2002
- Ankara Flying Broom International Women's Film Festival: premi FIPRESCI, 2002

Nominacions
- Asociación de Cronistas Cinematográficos de la Argentina: Cóndor de Plata; mejor primer filme, Sandra Gugliotta; 2003
- Buenos Aires Festival Internacional de Cine Independiente: mejor filme, Sandra Gugliotta; 2002
- Goya a la millor pel·lícula estrangera de parla hispana:, Sandra Gugliotta; 2003
- Miami Latin Film Festival: Golden Egret Best Film; Sandra Gugliotta ; 2003.